# Karl Sauer (Jurist)
Karl Sauer (* 1862 in Unterknöringen; † 1930) war ein deutscher Jurist und Heimatforscher.
Sauer war Landgerichtsrat in Unterknöringen und später in Würzburg. Er schrieb an der Praxis orientierte Rechtstexte.

## Werke (Auswahl)
- Testamente und Erbverträge in Bayern : nebst einer kurzen Darstellung des gesetzlichen Erbrechtes, des Pflichtteilsrechtes und Nachlassverfahrens, sowie einem Anhang enthaltend Muster für Testamente und Erbverträge,  J. Schweitzer Verlag (Arthur Sellier), München 1903.
- Rechte und Pflichten der Schöffen und Geschworenen, L. Simion Nachfolger, 2. Aufl. Berlin 1927.
- Die Rechte und Pflichten der Schöffen und Geschworenen, L. Simion Nachfolger, Berlin 1913.
- Das deutsche Personenstandsgesetz [Gesetz über die Beurkundung des Personenstandes und die Eheschließung vom 6. Februar 1875] in seiner neuen Fassung,  Bayerischer Kommunalschriften-Verlag, München 1925.
- Zusammen mit A. von Erichsen: Die Führung der Standesregister, 11. Aufl., Grosser Berlin 1915.
- Zusammen mit Robert Heydenreich: Rechtskunde für den praktischen Landwirt; Fischer, 1903.